# Cheval des steppes
L'expression cheval des steppes fait référence à un type de cheval peuplant les steppes eurasiatiques à l'époque de la domestication. Il est considéré comme l'ancêtre de certaines races de chevaux modernes. L'un de ses plus proches descendants serait le cheval mongol. Le cheval de Przewalski était lui aussi fréquemment surnommé « cheval des steppes ».

## Liens avec le cheval domestique
La domestication du cheval s'est produite vers 5 500 ans av. J.-C. dans les steppes d'Eurasie. 
Selon certaines théories, tous les chevaux domestiques actuels descendent de différents groupes ou sous-espèces supposées de chevaux adaptées à leur biotope. Le cheval des steppes est l'une d'elles, Elwyn Hartley Edwards voit le cheval de Przewalski comme issu de ce groupe, mais les études génétiques ont montré une divergence assez forte entre ce dernier et le cheval domestique.

## Culture populaire
Aliocha, cheval des steppes est un roman pour la jeunesse de Jackie Valabrègue dont l'action se déroule en Sibérie. Pamir, Cheval des steppes, autre roman jeunesse, raconte quant à lui les aventures de chevaux de Przewalski.